# Lucariello
Lucariello, pseudonimo di Luca Caiazzo (Napoli, 9 giugno 1977), è un rapper italiano.

## Biografia

### Primi anni
Originario di Scampia, inizia ad esibirsi nei locali e nei centri sociali a 16 anni, come DJ e rapper. Nel 1995 conduce un programma radiofonico hip hop in una radio locale, mentre l'anno seguente fonda il collettivo Clan Vesuvio insieme al beatmaker Peppe 'O Red, realizzando dopo pochi mesi produce l'album Spaccanapoli. Al progetto partecipano diversi artisti hip hop napoletani tra i quali il duo Co'Sang.
Nel 1999 realizza l'EP Malafemmena, composto da cinque brani, e una versione lo-fi della canzone di Totò. Con Peppe 'O Red e il percussionista Ciccio Merolla realizzano un progetto quasi esclusivamente dal vivo che chiamano V7, come una vecchia linea di autobus del centro della città. In questo periodo Lucariello collabora spesso anche con il DJ Stefano Miele.
Nella primavera del 2003 gli Almamegretta gli chiedono di partecipare al loro successivo album, Sciuoglie 'e cane nel quale Lucariello firma nove tracce. Da qui parte la collaborazione con il gruppo napoletano, con il quale ha condiviso quattro album e oltre 200 concerti in Italia e in Europa. La collaborazione termina nell'autunno del 2008.

### Carriera solista
Nel 2007 inizia il suo percorso da solista grazie anche all'incontro con Stefano "D.RaD" Facchielli, che lo introduce nel mondo della musica elettronica e del dub. La prima pubblicazione da solista è l'album Quiet, coprodotto con il giapponese Taketo Gohara e composto da nove brani hip hop realizzati con strumenti acustici ed elettronici e caratterizzato da testi in dialetto strettissimo. Dall'album vengono estratti due singoli con i rispettivi video: Love Song, diretto da Tak Kuroha, e Pistole, puttane e coca cola, diretto da Claudio D'Avascio.
Sempre nel 2007, dalla collaborazione con il maestro Ezio Bosso, nasce Cappotto di legno, un brano ispirato alla vicenda dell'autore di Gomorra, Roberto Saviano. Nel testo Lucariello si immagina, dalla prospettiva di un killer, l'omicidio dello scrittore inserendo i campionamenti della voce di Nicola Schiavone, padre del Boss della camorra Francesco Schiavone, detto sandokan, che lo definisce: "un pagliaccio, un buffone". Michele Santoro invita Lucariello con Roberto Saviano alla puntata del 24 aprile 2008 di Annozero su Rai 2.
A partire dal progetto Poetica da Combattimento, insieme di musica, teatro e visual per utilizzare l'arte come arma contro tutte le mafie, prosegue il suo impegno con gli studenti nelle scuole della periferia di Napoli con il progetto Veleno Fertile.
Esce il 26 aprile 2011 il secondo album I nuovi mille. L'album è parte di un omonimo progetto realizzato in collaborazione con la Rai per i 150 anni dell'unità d'Italia e la Sugar Music di Caterina Caselli. I proventi dell'album saranno destinati alla Fondazione POL.I.S che sostiene le vittime innocenti della criminalità e realizza progetti di lotta alla criminalità tra i quali la nascita di una radio libera. La title track, scritta dallo stesso Lucariello, Vittorio Cosma e Giuliano Sangiorgi dei Negramaro, è la sigla del programma di Rai 2 I nuovi mille, condotto da Federica Cellini. Sempre nel 2011 partecipa al concerto del primo maggio a Roma, dove suona tre brani: una versione a cappella di Cappotto di legno, Fertile e I nuovi mille. A giugno parte un tour negli spazi confiscati alla criminalità in collaborazione con Libera.
A novembre del 2012 pubblica in maniera indipendente il videoclip di Io e te diretto da Gaetano Acunzo. Il singolo anticipa l'uscita dell'album CMNF8, pubblicato il 15 aprile attraverso la Vesuvio Records. Negli stessi giorni esce Democratica violenza, brano che racconta la storia di un ragazzo assassinato in un commissariato. Il testo è dedicato alle vicende di Federico Aldrovandi, Stefano Cucchi e Giuseppe Uva.
Nel 2014 è autore e interprete del brano Nuje vulimme 'na speranza scritto con il rapper Ntò, che diventa la sigla finale della serie televisiva Gomorra. L'anno dopo realizza con il compositore Paolo Buonvino il brano Miettice 'a faccia che diventa sigla della serie Sotto copertura. Sempre nel 2015 realizza il singolo Senza peccato, prodotto da D-Ross con il videoclip girato da Johnny Dama. Nel video c'è un cameo dell'attore Fortunato Cerlino che interpreta il boss Pietro Savastano nella suddetta serie Gomorra. In questo anno inizia anche la collaborazione con il rapper Fabri Fibra, Lucariello realizza lo skit della title track del suo album Squallor. Fabri Fibra collabora con lui anche nel singolo Vittoria.
Nel 2016 partecipa con il brano provocatorio Guagliùn 'e miez 'a via al talent show Tú sí que vales. Dal 2015 al 2017 realizza una serie di singoli e videoclip che sfoceranno poi nell'album Il vangelo secondo Lucariello.
Nel 2021 ha reso disponibile l'EP Napoli C.le/Düsseldorf, frutto della collaborazione con Raiz; al auo interno figura il brano Aria, utilizzato nella prima puntata dell'ultima stagione di Gomorra - La serie.

### Esperienze politiche
In vista delle elezioni europee del 2019 Lucariello si è proposto come candidato del Movimento 5 Stelle, senza superare le selezioni europarlamentarie online sulla piattaforma Rousseau. Nel gennaio del 2020 con 171 voti arriva quarto alle parlamentarie per le elezioni suppletive del collegio Campania 07.
Il 7 luglio 2020, in vista delle elezioni regionali di settembre in Campania di settembre in Campania, ha pubblicato un video nel quale ha ufficializzato la sua candidatura a sostegno del Movimento 5 Stelle. Raccoglierà 1134 preferenze nella circoscrizione di Napoli senza essere eletto.
Si candiderà poi anche alle comunali di Napoli dell'ottobre 2021 ma con 289 preferenze di nuovo non viene eletto.

## Discografia

### Da solista
Album in studio
- 2007 – Quiet
- 2011 – I nuovi mille
- 2013 – CMNF8
- 2017 – Il vangelo secondo Lucariello

EP
- 1999 – Malafemmena
- 2021 – Napoli C.le/Düsseldorf (con Raiz)

### Con il Clan Vesuvio
Album in studio
- 1997 – Spaccanapoli

### Collaborazioni
- 2000 – Miele – Pista Connection
- 2003 – Almamegretta – Sciuoglie 'e cane
- 2004 – Almamegretta – Sciuoglie 'e cane live 2004
- 2005 – Co'Sang – Chi more pe' mme - O'Spuorc (ft. Lucariello)
- 2006 – Almamegretta – Dubfellas
- 2008 – Almamegretta – Vulgus
- 2008 – Merolla – kokoro
- 2010 – DJ Myke – Hocus Pocus
- 2014 – Franco Ricciardi feat. Lucariello – Te sento (da Figli e figliastri)
- 2014 – Ntò feat. Lucariello – Nuje vulimme 'na speranza (da Numero 9)
- 2015 – Fabri Fibra feat. Lucariello – Pablo Escobar/Skit Squallor (da Squallor)
- 2015 – Fabri Fibra feat. Lucariello – Vittoria (prod. D-Ross)
- 2016 – Marco Ligabue feat. Lucariello – Un attimo fa
- 2025 – Neffa feat. Lucariello e STE – Argiento (da Canerandagio parte 1)